# 塔邦岱乡
塔邦岱乡（傣仂语：ᩉᩫ᩠ᩅᩈᩥ᩠ᨸᨵᨻᩣ᩠ᨦᨲᩱᩢ），又译踏邦岱乡、塔班代乡，是缅甸掸邦东部第四特区勐拉县下辖的一个乡。

## 地理
塔邦岱乡位于勐拉县西南部，东接万丹乡，北接万哈乡，西北接邦果乡，西、南与缅控区隔南垒河相对。

## 行政区划
塔邦岱乡下辖以下村寨：
- 塔邦岱村（ထပန်းတိုင်ရွာ）
- 塔邦甘村（ထပန်းကန်ရွာ）[3]
- 塔邦龙村（ထပန်းလုံရွာ）[4]
- 塔洛村（ထလော့ရွာ）
- 甘莱村（ကန်လိုင်ရွာ）[5]
- 万景村（ဝမ်ကျင်းရွာ）[6]
- 万养村（ဝမ်ယန်းရွာ）
- 万贡村（ဝမ်ကုံးရွာ）
- 万谷村（ဝမ်ကူရွာ）
- 贡沙村（ဝမ်ကုံးဆာရွာ）[7]
- 瑙柄村（နောင်ပိန်းရွာ）[8]
- 瑙梅村（နောင်မွေရွာ）
- 瑙康村（糯康村）[9]
- 万糯甘村（万糯中寨）
- 万糯岱村（万糯下寨）
- 万标龙村（ဝမ်ပြိုလုံရွာ）[10]
  - 万标勒村（万标上寨）
  - 万标岱村（万标下寨）[11]

## 教育
塔邦岱乡境内有山岛学校等学校。